# Statue of Sir John Moore

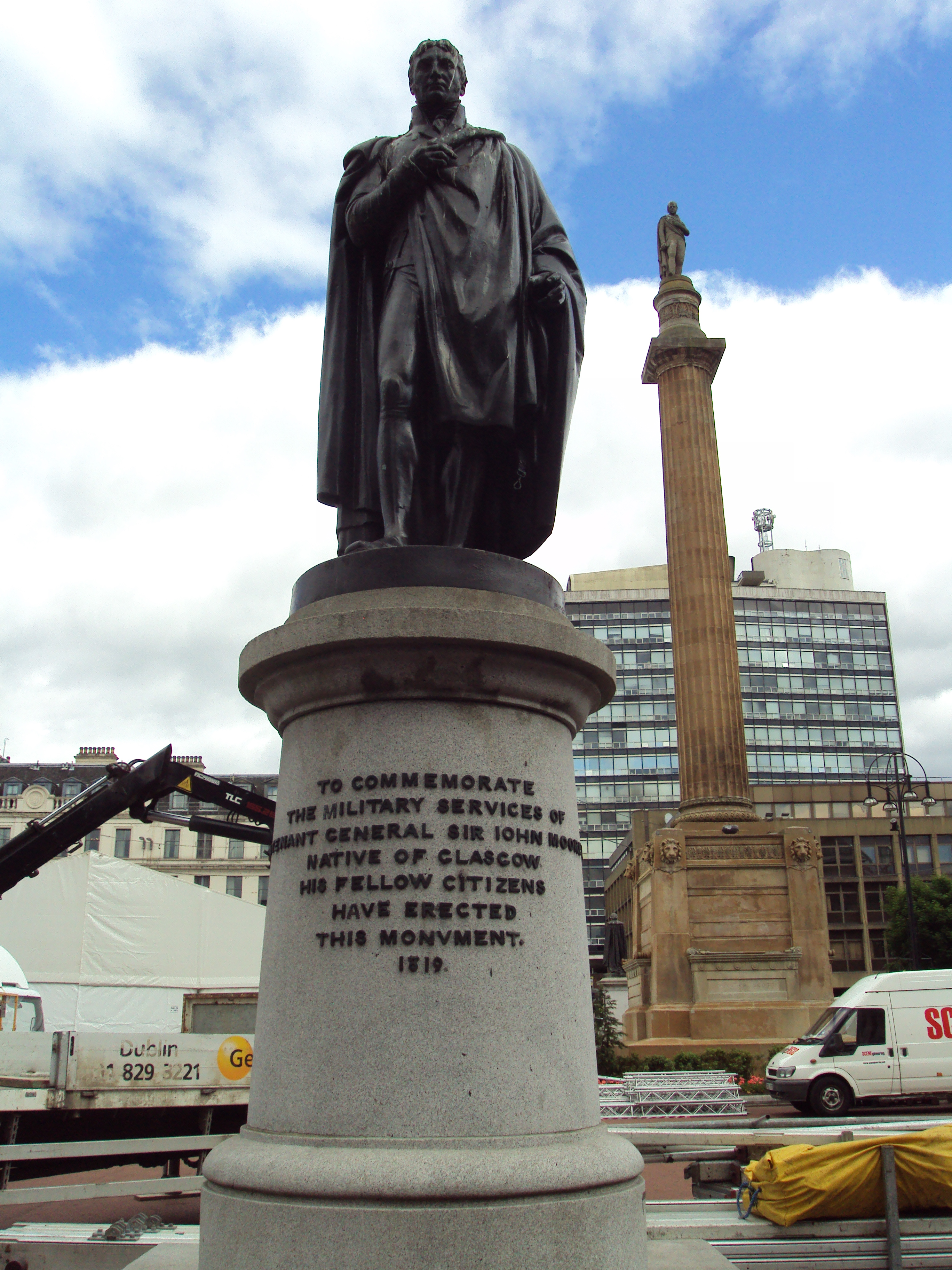
Statue of Sir John Moore

Die Statue of Sir John Moore ist ein Denkmal in der schottischen Stadt Glasgow. 1966 wurde das Bauwerk in die schottischen Denkmallisten in der höchsten Denkmalkategorie A aufgenommen.

## Beschreibung
Das Denkmal erinnert an den in Glasgow geborenen schottischen General John Moore (1761–1809), der 1809 in den Napoleonischen Kriegen bei A Coruña fiel. Das Monument schuf der britische Skulpteur John Flaxman im Jahre 1819. Die Gesamtkosten beliefen sich auf 3000 £. Das Denkmal war das früheste von vielen, welche heute den Platz zieren.
Die Statue of Sir John Moore nimmt eine prominente Position inmitten der Südflanke des George Square im Zentrum Glasgows ein. Benachbart sind die Statue of James Watt und die Statue of Lord Clyde. Die Statue ruht auf einem zylindrischen Postament aus poliertem Granit. Die überlebensgroße Bronzeskulptur zeigt John Moore in heroischer Pose stehend. Der in ein Tuch gehüllte Körper ist leicht gebeugt.